# Zaječí hora
Zaječí hora (historyczna nazwa niem. Hoher Urlich) – szczyt (góra) o wysokości 1012 m n.p.m. (podawana jest też wysokość 1011 m n.p.m. , 1011,4 m n.p.m. , 1011,5 m n.p.m. lub 1012,0 m n.p.m. ), w paśmie górskim Wysokiego Jesionika (cz. Hrubý Jeseník), w północno-wschodnich Czechach, w Sudetach Wschodnich, na Śląsku, w obrębie gminy Bělá pod Pradědem, blisko osady Bělá, oddalony o około 7,9 km na północ od szczytu góry Pradziad (cz. Praděd). Jest jednym z niższych tzw. tysięczników (szczytów o wysokości ponad 1000 m n.p.m.), bowiem wysokość jego tylko nieznacznie przekracza tę wielkość. Rozległość góry (powierzchnia stoków) szacowana jest na około 4,3 km², a średnie nachylenie wszystkich stoków wynosi około 13°.

## Charakterystyka

### Lokalizacja
Góra Zaječí hora położona jest w północnym rejonie całego pasma Wysokiego Jesionika, leżąca w części Wysokiego Jesionika, w północno-zachodnim obszarze (mikroregionu) o nazwie Masyw Orlíka (cz. Medvědská hornatina) na ramieniu bocznym grzbietu góry Lysý vrch, ciągnącego się od góry Mrazový vrch do góry Nad Borovým, w ciągu szczytów (Mrazový vrch → Osikový vrch → Lysý vrch–J → Lysý vrch → Ztracený vrch → Zaječí hora → Šumná–JV → Šumná → Nad Borovým). Charakterystyczną cechą góry są liczne przecinki występujące na wszystkich stokach. Jest górą bardzo trudno rozpoznawalną, a ponadto można ją pomylić z sąsiednim, nieco wyższym szczytem Ztracený vrch. Dostrzeżenie jej z najbliższej okolicy jest kłopotliwe z uwagi na zalesienie. Niewidoczna jest np. z przebiegającej blisko niej drogi nr 450 Bruntál – Bělá pod Pradědem. Natomiast górę z kopułą szczytową można dostrzec np. z położonego blisko niej skaliska o nazwie (cz. Kamzičí skála (1)), na stoku góry Ztracený vrch. Jest szczytem trudno rozpoznawalnym i słabo widocznym m.in. z drogi okalającej połać szczytową góry Pradziad (kopuła szczytowa widoczna na lewo od linii patrzenia w kierunku góry Lysý vrch), a z innego charakterystycznego punktu widokowego – z drogi okalającej szczyt góry Dlouhé stráně niewidoczny, bo przysłonięty górą Malý Jezerník. 
Górę ograniczają: od północy dolina potoku o nazwie Borový potok, od południowego wschodu mało wybitna przełęcz o nazwie Na rozhraní o wysokości 987 m n.p.m. w kierunku szczytu Ztracený vrch, od południa i południowego zachodu dolina potoku Zaječí potok, od zachodu rzeka Biała Głuchołaska (cz. Bělá) oraz od północnego zachodu trzy przełęcze: pierwsza – mało wybitna o wysokości 792 m n.p.m. w kierunku szczytu Bělská stráň, druga o wysokości 703 m n.p.m. w kierunku szczytu Šumná i trzecia o wysokości 712 m n.p.m. w kierunku szczytu Šumná–JV. W otoczeniu góry znajdują się następujące szczyty: od północnego wschodu Malé Bradlo, Ostruha i Ostruha–JV, od wschodu Děrná, od południowego wschodu Děrná–S, Ztracený vrch i Kamzičí skála (1), od południa Lysý vrch i Hřib, od południowego zachodu Klanke, Skalnatá, Velký Klín i Jeřáb oraz od północnego zachodu Bršť (szczyt leży w paśmie Hanušovická vrchovina), Bělská stráň i Šumná–JV.

### Stoki
W obrębie góry można wyróżnić sześć następujących zasadniczych stoków :
- południowo-wschodni
- południowo-zachodnie o nazwach V sutích, U školky
- zachodnie o nazwach Borová, Díly
- północno-zachodni
- północny
- północno-wschodni

Występują tu wszystkie typy zalesienia: bór świerkowy, las mieszany oraz las liściasty, przy czym dominuje zalesienie lasem mieszanym. Wszystkie stoki poza gęstym lasem miesznym pokryte są borem świerkowym, a wraz z obniżaniem wysokości pojawiają się obszary lasu liściastego, natomiast u podnóży stoków południowo-zachodniego, zachodniego i północno-zachodniego pojawiają się nawet znaczne połacie łąk. Wszystkie stoki charakteryzują się znaczną zmiennością wysokości zalesienia, z występującymi znacznymi pasmowymi przecinkami i nieznacznymi polanami. Na stoku południowo-zachodnim V sutích w obrębie utworzonego rezerwatu przyrody Borek u Domašova na wysokości około 720 m n.p.m. występuje grupa skalna oraz na wysokościach około (730–810) m n.p.m. obszar pokryty gruzem skalnym tzw. kamienne morze. Ponadto na stokach zachodnim i północno-zachodnim występują znaczne obszary głazowisk. 
Stoki mają stosunkowo jednolite, na ogół łagodne i bardzo zróżnicowane nachylenia. Średnie nachylenie stoków waha się bowiem od 4° (stok południowo-wschodni) do 23° (stok północno-wschodni). Średnie nachylenie wszystkich stoków góry (średnia ważona nachyleń stoków) wynosi około 13°. Maksymalne średnie nachylenie stoku południowo-zachodniego V sutích w pobliżu grupy skalnej, na wysokościach około 730 m n.p.m., na odcinku 50 m nie przekracza 40°. Stoki pokryte są siecią dróg oraz na ogół nieoznakowanych ścieżek i duktów. Przemierzając je zaleca się korzystanie ze szczegółowych map, z uwagi na zawiłości ich przebiegu, zalesienie oraz zorientowanie w terenie.

### Szczyt

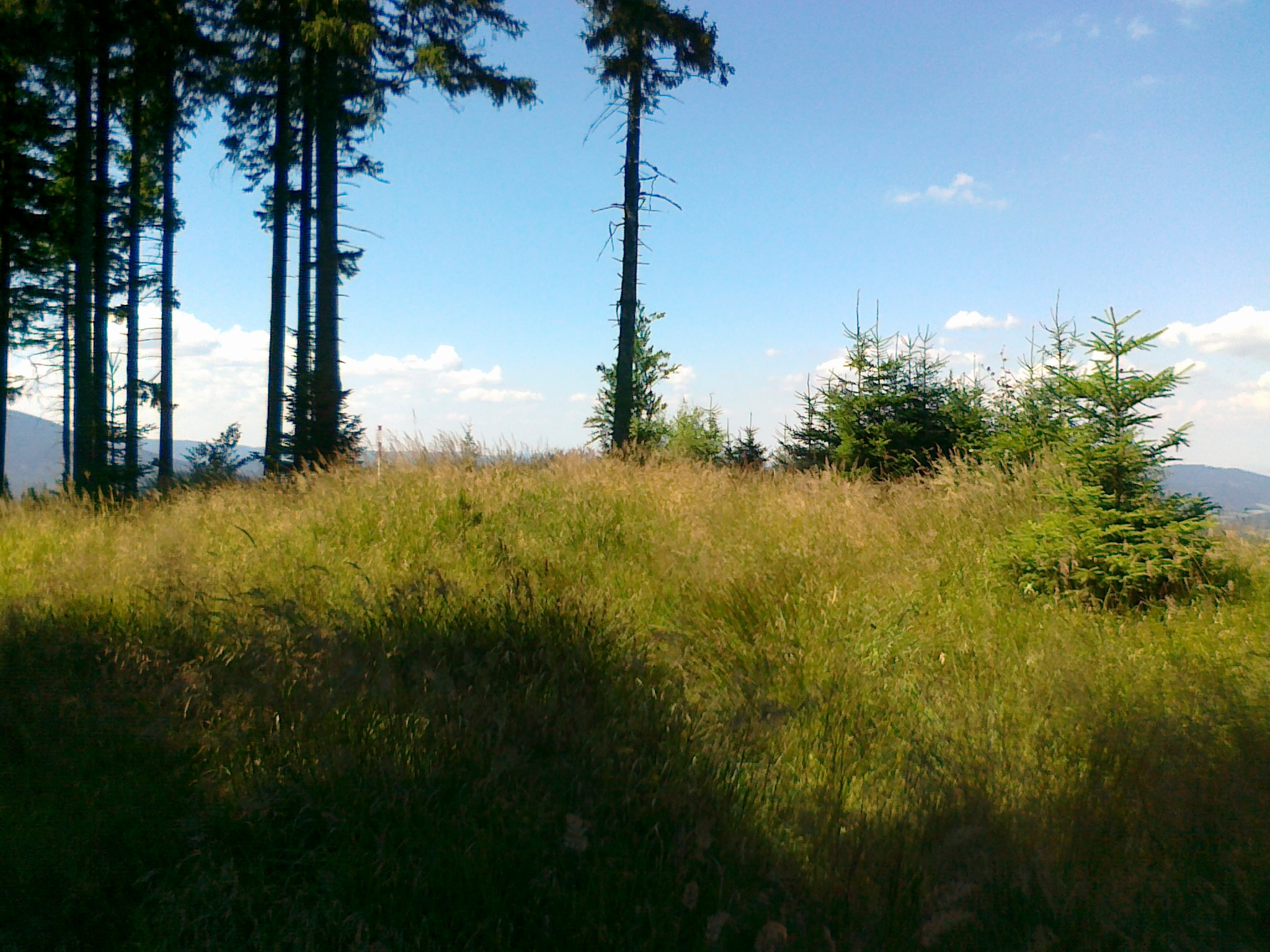
Połać szczytowa góry Zaječí hora (2018 rok)

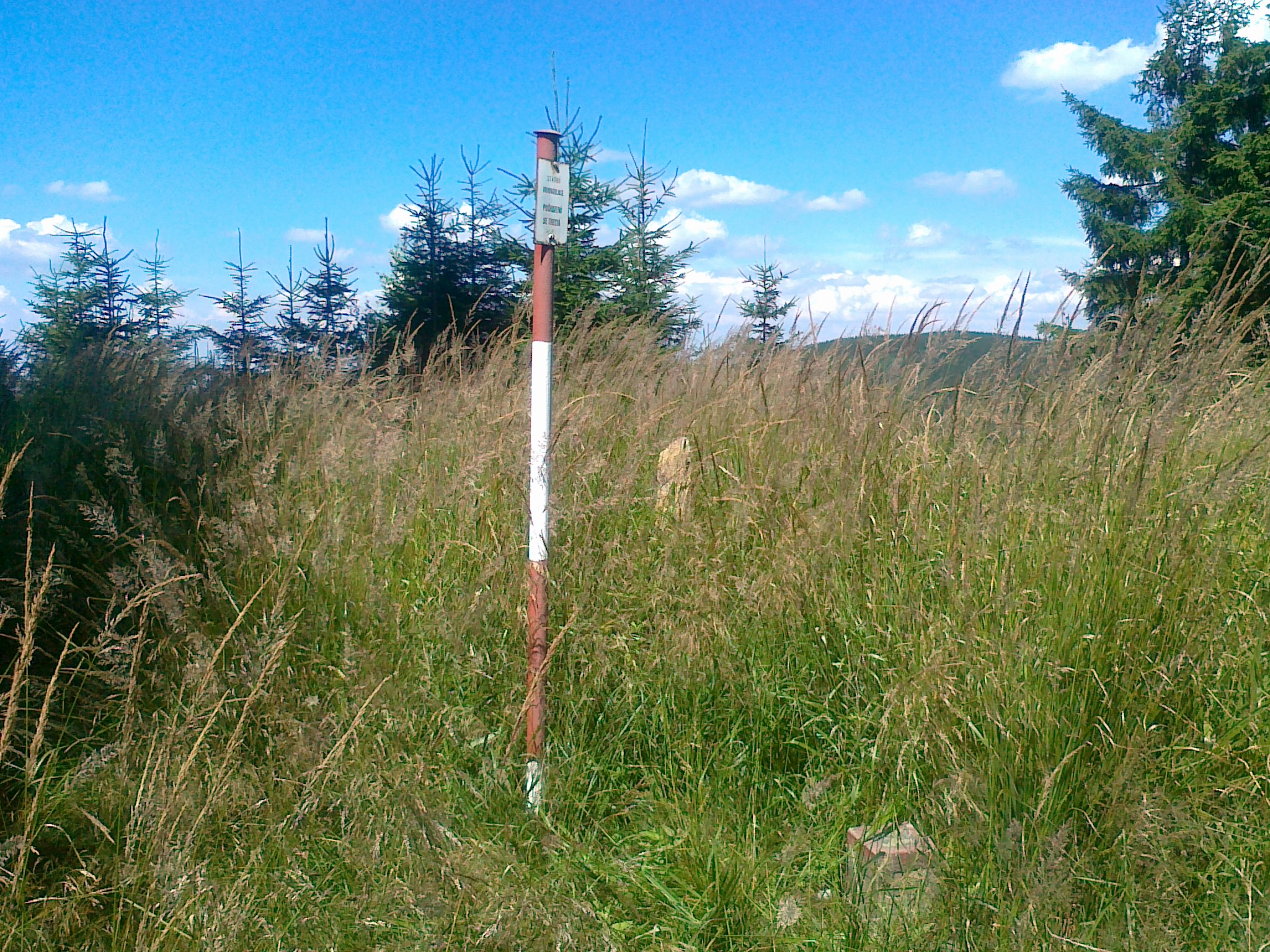
Punkt geodezyjny na połaci szczytowej góry Zaječí hora (w dali widoczny szczyt góry Malé Bradlo) (2018 rok)

Zaječí hora jest górą o pojedynczym szczycie. Na szczyt nie prowadzi żaden znakowany szlak turystyczny. Szczyt góry znajduje się na skraju niewielkiej polany otoczonej wokół borem świerkowym, pokrytej trawą wysokogórską (m.in. wiechliną łąkową). Połać szczytowa jest ograniczonym punktem widokowym (roztaczają się z niej perspektywy m.in. w kierunku sąsiedniej góry Malé Bradlo czy też gór Keprník i Šerák). Na połaci szczytowej znajduje się punkt geodezyjny, oznaczony na mapach geodezyjnych numerem (35.), o wysokości 1011,45 m n.p.m. oraz współrzędnych geograficznych (50°09′14,12″N 17°13′55,01″E/50,153922 17,231947), oddalony o około 17 m na południowy wschód od szczytu, z widocznym koło niego zamontowanym stalowym słupkiem, pomalowanym na przemian w poziome pasy białe i czerwone, ostrzegającym przed jego zniszczeniem z tabliczką, z napisem (cz. Státní triangulace Poškození se trestá). Państwowy urząd geodezyjny o nazwie (cz. Český úřad zeměměřický a katastrální (CÚZK)) w Pradze podaje jako najwyższy punkt góry – szczyt – o wysokości 1011,8 m n.p.m. i współrzędnych geograficznych (50°09′14,6″N 17°13′54,5″E/50,154056 17,231806). 
Dojście do szczytu następuje z niebieskiego szlaku turystycznego  oraz skrzyżowania turystycznego o nazwie (cz. Pramen Zaječího potoka) z podaną na tablicy informacyjnej wysokością 975 m , od którego w odległości około 60 m biegnie nieoznakowana droga prowadząca po dalszych około 400 m do przełęczy pomiędzy szczytami Zaječí hora i Ztracený vrch oraz chaty o nazwie (cz. Zaječí skok). Następnie – dochodząc do niej – należy przejść widoczną po lewej stronie tej chaty, ścieżką niewielkim podejściem odcinek o długości około 250 m prowadzącą do połaci szczytowej.

### Geologia
Pod względem geologicznym część masywu góry Zaječí hora należy do jednostki określanej jako warstwy vrbneńskie, a część do kopuły Desny i zbudowany jest ze skał metamorficznych, głównie fyllitów (biotytów, chlorytów i muskowitów), amfibolitów, stromatytów, łupków łyszczykowych (staurolitu, chlorytoidu, granatu, sillimanitu), łupków zieleńcowych, gnejsów, kwarcytów i blasto-mylonitów, skał magmowych, głównie meta-granitoidów oraz skał osadowych, głównie meta-zlepieńców i aleurytów.

### Wody
Grzbiet główny (grzebień) góry Pradziad, biegnący od przełęczy Skřítek do przełęczy Červenohorské sedlo oraz dalej do przełęczy Ramzovskiej (cz. Ramzovské sedlo) jest częścią granicy Wielkiego Europejskiego Działu Wodnego, dzielącej zlewiska Morza Bałtyckiego i Morza Czarnego . 
Szczyt wraz ze stokami góry Zaječí hora położony jest na północny wschód od tej granicy, należy więc do zlewni Morza Bałtyckiego, do którego płyną wody m.in. z dorzecza rzeki Odry, będącej przedłużeniem płynących z tej części Wysokiego Jesionika rzek i górskich potoków (m.in. płynącej w pobliżu góry rzeki Biała Głuchołaska i potoków o nazwie Borový potok czy Zaječí potok). Ze stoków bierze swój początek kilka krótkich, nienazwanych potoków, będących dopływami wspomnianej wcześniej rzeki Biała Głuchołaska oraz potoków Borový potok i Zaječí potok. Ponadto w odległości około 1,5 km na południowy zachód od szczytu na wysokości około 619 m n.p.m. występuje źródło o nazwie (cz. Studánka pod Borkem). Z uwagi na stosunkowo łagodne nachylenia stoków, w obrębie góry nie występują m.in. wodospady czy kaskady.

## Ochrona przyrody
Cała góra znajduje się w obrębie wydzielonego obszaru objętego ochroną o nazwie Obszar Chronionego Krajobrazu Jesioniki (cz. Chráněná krajinná oblast (CHKO) Jeseníky), a utworzonego w celu ochrony utworów skalnych, ziemnych i roślinnych oraz rzadkich gatunków zwierząt, ze znajdującym się w nim, w środkowej części stoku południowo-zachodniego o nazwie V sutích, rezerwatu przyrody Borek u Domašova. Na obszarze góry nie wytyczono żadnych ścieżek dydaktycznych lub nie utworzono innych obiektów nazwanych pomnikami przyrody.

### Rezerwat przyrody Borek u Domašova

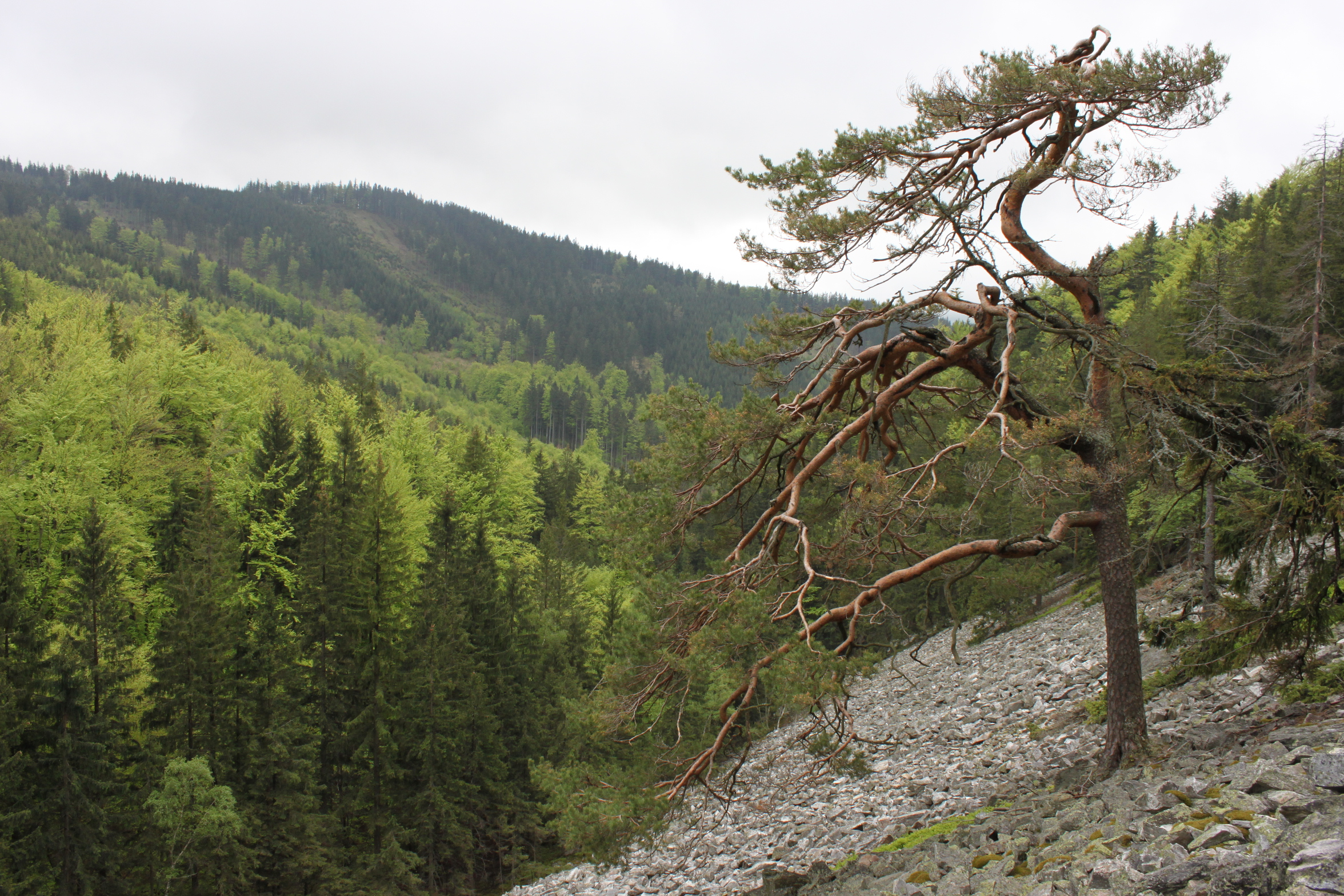
Obszar pokryty gruzem skalnym, tzw. kamienne morze w rezerwacie przyrody Borek u Domašova (po lewej szczyt góry Klanke) (2012 rok)

Rezerwat przyrody Borek u Domašova położony jest na wysokościach (670–880) m n.p.m. stoku góry, przy płynącym potoku Zaječí potok. Jest to obszar powierzchni o areale 13,55 ha. Położony jest w odległości około 7 km na północ od szczytu góry Pradziad i około 450 m na południowy zachód od szczytu góry Zaječí hora. Rezerwat został utworzony 8 listopada 1990 roku w celu ochrony reliktowego boru położonego w obrębie tzw. kamiennego morza na bazie dewońskiego kwarcytu.

## Turystyka
Do najbliższej miejscowości Bělá pod Pradědem z bazą turystyczną (hotele czy pensjonaty) jest od szczytu około 3,5 km w kierunku północno-zachodnim. Nieco bliżej, bo około 2,5 km w kierunku południowo-zachodnim jest od szczytu do osady Bělá, z położoną u podnóża stoku zachodniego Díly, jedyną chatą turystyczną na stoku góry Zaječí hora, o nazwie Chata Waldenburg. Ponadto jest około 4 km w kierunku zachodnim od szczytu do osady Filipovice, z hotelem Stará pošta oraz około 6 km w kierunku południowo-wschodnim od szczytu do osady Vidly z górskim hotelem Vidly.
Kluczowym punktem turystycznym jest oddalone o około 1,1 km na północny zachód od szczytu skrzyżowanie turystyczne o nazwie (cz. Pod Zaječí horou) z podaną na tablicy informacyjnej wysokością 745 m, przez które przechodzi jedyny szlak turystyczny i szlak rowerowy oraz trasa narciarstwa biegowego.

### Chaty łowieckie

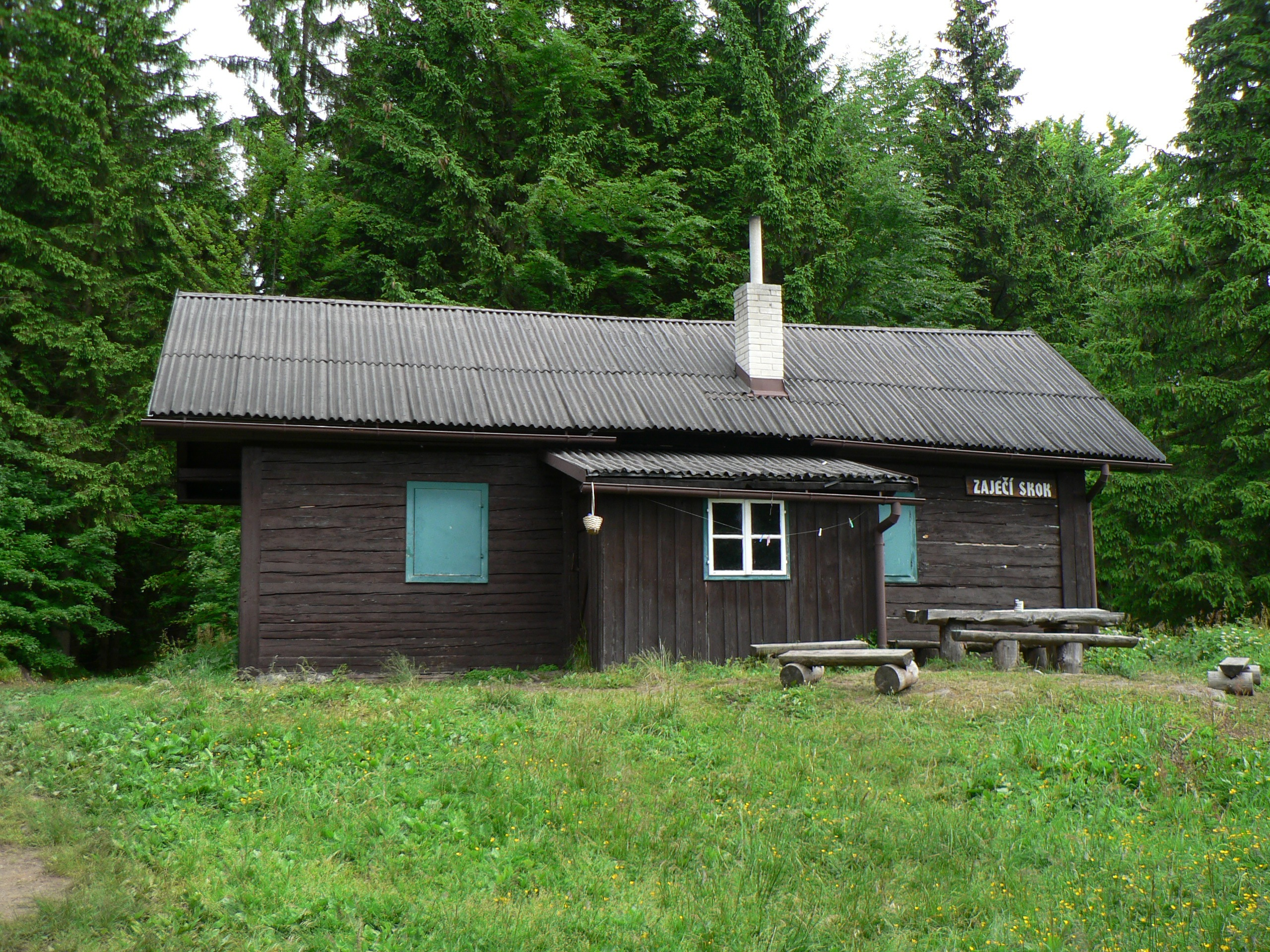
Chata Zaječí skok (2010 rok)

Na stokach góry położone są dwie chaty, ale nie mają one charakteru typowych schronisk turystycznych, zalicza się je do tzw. chat łowieckich. 
| Chaty na stokach góry Zaječí hora |                 |                           |                                                                           |                                               |
| Lp.                               | Chata           | Odległość od szczytu m    | Lokalizacja                                                               | Współrzędne geograficzne                      |
| 1                                 | Chata Prachárna | 1430 na południowy zachód | podnóże stoku południowo-zachodniego U školky, blisko potoku Zaječí potok | 50°08′40,6″N 17°13′04,4″E/50,144611 17,217889 |
| 2                                 | Zaječí skok     | 240 na południowy wschód  | stok południowo-wschodni, przy przełęczy w kierunku szczytu Ztracený vrch | 50°09′08,0″N 17°14′02,8″E/50,152222 17,234111 |

### Szlaki turystyczne i rowerowe oraz trasy narciarskie
Klub Czeskich Turystów (cz. Klub Českých Turistů) wytyczył jeden szlak turystyczny na trasie:
 Bělá pod Pradědem – góra Nad Borovým – góra Zaječí hora – góra Ztracený vrch – góra Lysý vrch – szczyt Klanke – góra Velký Klín – rezerwat przyrody Vysoký vodopád – wodospad Vysoký vodopád – góra Malý Děd – schronisko Švýcárna – dolina potoku Środkowa Opawa – Vidly – Bílý Potok – Hutě
Przez stoki poprowadzono również jeden szlak rowerowy na trasie:
 Spojená cesta – góra Ztracený vrch – góra Zaječí hora – Šumná–JV – góra Šumná – góra Nad Borovým – dolina potoku Borový potok – Bělá pod Pradědem – góra Žalostná – góra Šumný – przełęcz Sedlo pod Keprníkem – góra Šerák – Mračná hora – góra Černava – Ostružná – Petříkov
W okresach ośnieżenia można skorzystać z wytyczonej przez górę wzdłuż czerwonego szlaku rowerowego  trasy narciarstwa biegowego. W obrębie góry nie poprowadzono żadnej trasy narciarstwa zjazdowego.